# Вердагер, Жасинт
Жаси́нт Вердаге́р-и-Сантало́ (кат. Jacint Verdaguer i Santaló; 17 мая 1845, Фольгеролес, провинция Барселона, Каталония, Испания — 10 июня 1902, Барселона, Каталония, Испания) — каталонский поэт, одна из центральных фигур каталонского Возрождения (ХІХ-ХХ вв). Много путешествовал, в частности, был корабельным священником. Главное произведение — известная в Европе эпическая поэма «Атлантида».

## Основные даты жизни
- 17 мая 1845 г. — родился в муниципалитете Фольгеролес, комарка Осона, Каталония. Родителями были Жузе́п Бардаге́-и-Урде́ш (1817—1876 гг.) и Жузе́па Сантало́-и-Пла́нас (1819—1871 гг.). Жасинт был третьим ребенком в семье с 8 детьми, из которых выжило только трое. До 11 лет был обычным ребенком, был развит физически, религиозностью не отличался;
- 1856 г. (11 лет) — поступил в религиозную семинарию в городе Вик;
- 1863 г. (18 лет) — начинает работать частным учителем в поселке Кан-Тона (кат. Can Tona), ныне — муниципалитет Кальдетенес, городской район Сан-Марти-да-Риудапераскат.;
- 1865 г. (20 лет) — принимает участие в поэтическом состязании «Цветочные игры» в Барселоне, выигрывает 4 приза;
- 1866 г. (21 год) — выигрывает ещё 2 раза на «Цветочные играх»;
- 1870 г. (25 лет) — рукоположён в сан священника епископом Льюи́сом Журдо́й (кат. Lluís Jordà) 24 сентября в городе Вик. В октябре Жасинт служит свою первую мессу в приюте Св. Георгия. На следующий день Жасинт служит свою вторую мессу в приюте Св. Франциска;
- 1873 г. (28 лет) — опубликовано произведение Жасинта Вердагера «Страсти Господа нашего Иисуса Христа» (кат. Passió de Nostre Senyor Jesucrist). Путешествует по Северной Каталонии. Там он впервые в жизни увидел гору Канигу, которая является одним из национальных символов каталонцев. В декабре становится корабельным священником на судне «Трансатлантической компании» (кат. Companyia Transatlàntica);
- 1876 г. (31 год) — во время рейса из Кубы в Испанию на корабле «Ciudad Condal» Жасинт Вердагер завершило создание своей величайшей поэмы «Атлантида»;
- 1877 г. (32 года) — жюри «Цветочных игр» за поэму «Атлантида» вручает Жасинту премию провинции Барселона;
- 1878 г. (33 года) — путешествие в Рим. Встреча с Папой римским Львом XIII, на которой обсуждалась поэма «Атлантида»;
- 1880 г. (35 лет) — выиграл три премии «Цветочных игр», провозглашён Mestre en Gai Saber (дословно, «Мастер всех наук»). Публикация книги «Монсаррат» (кат. Montserrat);
- 1883 г. (38 лет) — написана «Ода Барселоне». Городской совет Барселоны на общественные средства издаёт произведение тиражом 100 тыс. экземпляров;
- 1886 г. (41 год) — 21 мая 1886 г. епископ Мургадас (кат. Morgades) Рипольского монастыря провозглашает Жасинта Вердагера «Поэтом Каталонии». Опубликована поэма «Каниго», посвящённая Реконкисте. Жасинт посещает Святую землю;
- 1893 г. (48 лет) — завершает написание трилогии «Младенец Иисус» (кат. Jesús Infant);
- 1894 г. (49 лет) — написана книга «Кусты роз, цветущих круглый год» (кат. Roser de tot l’any) и «Пожелания доброго пастора» (кат. Veus del bon pastor).
- 1902 г. (57 лет) — переезжает с ул. Араго (кат. Aragó) в Барселоне в соседнее поселение Вальвидреракат. (сейчас один из кварталов Барселоны)

Похоронен на Монжуикском кладбище (кат. Cementiri de Montjuïc) в Барселоне.

## Стихотворение «Эмигрант»
| L’Emigrant Dolça Catalunya, Pàtria del meu cor, Quan de tu s’allunya D’enyorança es mor. I Hermosa vall, bressol de ma infantesa, Blanc Pirineu, Marges i rius, ermita al cel suspesa, Per sempre adéu! Arpes del bosc, pinsans i caderneres, Cantau, cantau, Jo dic plorant a boscos i riberes: Adéu-siau! II ¿On trobaré tos sanitosos climes, Ton cel daurat? Mes ai, ai mes ! ¿On trobaré tes cimes, Bell Montserrat? Enlloc veuré, ciutat de Barcelona, Ta hermosa Seu, Ni eixos turons, joiells de la corona Que et posà Déu. III Adéu, germans: adéu-siau, mon pare, No us veure més! Oh! si al fossar on вождения ma dolça mare, Jo el llit tingués! Oh mariners, lo que vent me’n desterra Que em fa sofrir! Estic malalt, mes ai! tornau-me a terra, Que hi vull morir! | «Эмигрант» (дословный перевод) Каталония нежная, Отчизна сердца моего, Когда от тебя покидаю — От тоски по тебе помираю. I Прекрасная долина, колыбель моего детства, И Пиренеи белые, О, берега рек и убежища отшельника под хмурым небом, Прощайте ж вы все навсегда! Деревья шумят, точно арфы играют, зяблики и щёголи Всё поют и поют… А я, плача, молвлю лесам и берегам рек, Прощайте! II Где сыскать такой же климат здоровый, Где сыскать такое же небо златое, Боже мой, Боже мой! Где сыскать такие высокие скалы, Как в Монсеррате? О, Барселона, не видеть мне твоего собора, Ни холмов твоих, что словно драгоценные камни в Божественной короне. III Прощайте, братья, отец, — не увидеться больше нам вместе! На кладбище лежишь ты, моя милая мама, А я всё ещё в постели сплю. О, мореплаватели! Ветер, что гонит меня на чужбину, так заставляет страдать! Болею я, о Боже мой! Верни меня на землю, ибо на земле хотел бы я умереть! |